# Ormosia subsimplex
Ormosia subsimplex là một loài thực vật có hoa trong họ Đậu. Loài này được Spruce ex Benth. miêu tả khoa học đầu tiên năm 1862.